# Fingland
Fingland – przysiółek w Anglii, w Kumbrii W 1870–1872 wieś liczyła 219 mieszkańców.